# کنفرانس بینایی رایانه‌ای و بازشناخت الگو
کنفرانس بینایی رایانه‌ای و بازشناخت الگو (CVPR) یک کنفرانس سالانه بینایی رایانه‌ای و بازشناخت الگو است که به عنوان یکی از مهم‌ترین کنفرانس‌ها در حوزه خود به‌شمار می‌رود. طبق گوگل اسکالر (۲۰۲۲)، این کنفرانس تاثیرگذارترین کنفرانس علوم کامپیوتر است.

## وابستگی‌ها
سی‌وی‌پی‌آر اولین بار در سال ۱۹۸۳ توسط تاکئو کاناد و دانا بالارد در واشینگتن دی.سی. برگزار شد (قبلاً نام کنفرانس تشخیص الگو و پردازش تصویر بود). از سال ۱۹۸۵ تا ۲۰۱۰ این کنفرانس توسط مؤسسه مهندسان برق و الکترونیک حمایت مالی شد. در سال ۲۰۱۱ سی‌وی‌پی‌آر توسط دانشگاه کلرادو کلرادو اسپرینگز حمایت مالی شد. از سال ۲۰۱۲، سی‌وی‌پی‌آر توسط مؤسسه مهندسان برق و الکترونیک و بنیاد بینایی ماشین، که دسترسی آزاد به مقالات کنفرانس را فراهم می‌کند، حمایت می‌شود.

## حوزه
سی‌وی‌پی‌آر طیف گسترده‌ای از موضوعات مرتبط با بینایی کامپیوتری و تشخیص الگو را در نظر می‌گیرد - اساساً هر موضوعی که ساختارها یا پاسخ‌هایی را از تصاویر یا ویدیو استخراج می‌کند یا روش‌های ریاضی را برای استخراج یا تشخیص الگوها به کار می‌برد. موضوعات رایج عبارتند از: تشخیص اشیا، تقسیم‌بندی تصویر، تخمین حرکت، بازسازی سه بعدی و یادگیری عمیق.
این کنفرانس بسیار گزینشی است و به‌طور کلی نرخ پذیرش مقالات در آن کمتر از ۳۰٪ و نرخ پذیرش برای ارایه شفاهی کمتر از ۵٪ است. سی‌وی‌پی‌آر توسط یک گروه چرخشی از داوطلبان مدیریت می‌شود که در یک انتخابات عمومی در جلسه مجمع فنی تحلیل الگو و هوش ماشین (پی‌ای‌ام‌آی-تی‌سی PAMI-TC) چهار سال قبل از جلسه انتخاب می‌شوند. سی‌وی‌پی‌آر از یک فرایند داوری همتا دوسوکور چند لایه استفاده می‌کند. کرسی‌های برنامه (که نمی‌توانند مقاله ارسال کنند)، کرسی‌های حوزه تحقیقاتی خود را انتخاب می‌کنند که داوران را برای زیرمجموعه خود مدیریت می‌کنند.

## مکان
این کنفرانس معمولاً در ماه ژوئن در آمریکای شمالی برگزار می‌شود.
| سال  | محل                                           |
| ---- | --------------------------------------------- |
| ۲۰۲۴ | میامی، فلوریدا                                |
| ۲۰۲۳ | ونکوور، بریتیش کلمبیا                         |
| ۲۰۲۲ | نیواورلئان، لوئیزیانا                         |
| ۲۰۲۱ | نشویل، تنسی مجازی/آنلاین به دلیل COVID-19     |
| ۲۰۲۰ | سیاتل، واشینگتن مجازی/آنلاین به دلیل COVID-19 |
| ۲۰۱۹ | لانگ بیچ، کالیفرنیا                           |
| ۲۰۱۸ | سالت لیک سیتی، یوتا                           |
| ۲۰۱۷ | هونولولو، هاوایی                              |
| ۲۰۱۶ | لاس وگاس، نوادا                               |
| ۲۰۱۵ | بوستون، ماساچوست                              |
| ۲۰۱۴ | کلمبوس، اوهایو                                |
| ۲۰۱۳ | پورتلند، اورگان                               |
| ۲۰۱۲ | پراویدنس، رود آیلند                           |
| ۲۰۱۱ | کلرادو اسپرینگز، کلرادو                       |
| ۲۰۱۰ | سانفرانسیسکو، کالیفرنیا                       |
| ۲۰۰۹ | میامی، فلوریدا                                |
| ۲۰۰۸ | انکوریج، آلاسکا                               |
| ۲۰۰۷ | مینیاپولیس، مینه سوتا                         |
| ۲۰۰۶ | شهر نیویورک، نیویورک                          |
| ۲۰۰۵ | سن دیگو، کالیفرنیا                            |
| ۲۰۰۴ | ایالت واشینگتن                                |
| ۲۰۰۳ | مدیسون، ویسکانسین                             |
| ۲۰۰۱ | کائوآی، هاوایی                                |
| ۲۰۰۰ | جزیره هیلتون هد، کارولینای جنوبی              |
| ۱۹۹۹ | فورت کالینز، کلرادو                           |
| ۱۹۹۸ | سانتا باربارا، کالیفرنیا                      |
| ۱۹۹۷ | سن خوان، پورتوریکو                            |
| ۱۹۹۶ | سانفرانسیسکو، کالیفرنیا                       |
| ۱۹۹۴ | سیاتل، واشینگتن                               |
| ۱۹۹۳ | شهر نیویورک، نیویورک                          |
| ۱۹۹۲ | Champaign، ایلینوی                            |
| ۱۹۹۱ | لاهاینا، هاوایی                               |
| ۱۹۸۹ | سانفرانسیسکو، کالیفرنیا                       |
| ۱۹۸۸ | آن آربر، میشیگان                              |
| ۱۹۸۶ | میامی، فلوریدا                                |
| ۱۹۸۵ | سانفرانسیسکو، کالیفرنیا                       |
| ۱۹۸۳ | آرلینگتون، ویرجینیا                           |

## جوایز

### جایزه بهترین مقاله سی‌وی‌پی‌آر
این جوایز توسط کمیته‌هایی انتخاب می‌شوند که توسط روسای برنامه‌های کنفرانس تفویض شده‌اند.

### جایزه لانگوت هیگینز
جایزه لانگوت هیگینز به مقالاتی تعلق می‌گیرد که در ده سال گذشته در سی‌وی‌پی‌آر منتشر شده و تأثیر قابل توجهی بر تحقیقات بینایی رایانه داشته‌اند.

### جایزه پژوهشگر جوان پی‌ای‌ام‌آی
جایزه پژوهشگر جوان تحلیل الگو و هوش ماشینی (پی‌ای‌ام‌آی) جایزه ای است که توسط کمیته فنی تحلیل الگو و هوش ماشینی مؤسسه مهندسان برق و الکترونیک به محققی اعطا می‌شود که مدرک دکترای خود را در ۷ سال گذشته دریافت کرده‌است. هدف از اعطای این جایزه قدردانی و تشویق محققانی است که دستاوردهای برجسته‌ای در سال‌های اولیه حرفه پژوهشی خود داشته‌اند. نامزدهای این جایزه توسط جامعه بینایی کامپیوتر معرفی می‌شوند و برندگان توسط کمیته ای از محققان ارشد در این زمینه انتخاب می‌شوند. این جایزه در ابتدا در سال ۲۰۱۲ توسط مجله Image and Vision Computing (ICV) که در سی‌وی‌پی‌آر نیز ارائه شد، تأسیس شد و IVC به حمایت مالی از این جایزه ادامه می‌دهد.
| سال  | برنده (های)    |
| ---- | -------------- |
| ۲۰۲۱ | جورجیا گیوکسری |
| ۲۰۲۱ | فیلیپ ایزولا   |
| ۲۰۲۰ | جان بارون      |
| ۲۰۲۰ | Deqing Sun     |
| ۲۰۱۹ | کارن سیمونیان  |
| ۲۰۱۸ | آندریاس گایگر  |
| ۲۰۱۸ | Kaiming He     |
| ۲۰۱۷ | راس گیرشیک     |
| ۲۰۱۷ | جولین مایرال   |
| ۲۰۱۶ | سی لیو         |
| ۲۰۱۶ | آبیناو گوپتا   |
| ۲۰۱۵ | جان رایت       |
| ۲۰۱۴ | درک هویم       |
| ۲۰۱۴ | جیمی شاتون     |
| ۲۰۱۳ | آنات لوین      |
| ۲۰۱۳ | کریستن گرومن   |
| ۲۰۱۲ | دوا رامانان    |

### جایزه یادبود پی‌ای‌ام‌آی توماس اس. هوانگ
جایزه یادبود توماس هوانگ در کنفرانس سی‌وی‌پی‌آر ۲۰۲۰ تأسیس شد و هر ساله از سی‌وی‌پی‌آر ۲۰۲۱ به منظور قدردانی از محققانی که به عنوان الگو و نمونه برجسته در تحقیق، آموزش/راهنمایی و خدمات به جامعه بینایی کامپیوتر شناخته می‌شوند، اعطا می‌شود.
| سال  | برنده (های)     |
| ---- | --------------- |
| ۲۰۲۱ | آنتونیو تورالبا |

## نرخ پذیرش
| سال  | نرخ پذیرش         |
| ---- | ----------------- |
| ۲۰۲۲ | ۲۰۶۷/۸۱۶۲ = ۲۵٫۳٪ |
| ۲۰۲۱ | ۱۶۶۱/۷۰۳۹ = ۲۳٫۶٪ |
| ۲۰۲۰ | ۱۴۶۷/۵۸۶۵ = ۲۵٫۰٪ |